# 新宿ALTA
新宿ALTA（日语：／ Shinjuku-Aruta */?）是位於日本東京都新宿區新宿三丁目新宿站東口站前的一座商場建築，竣工於1979年。這座大廈內主要由商業設施入駐，7層曾設有電視攝影棚「STUDIO ALTA」。建築名稱來自於英文「另類（ALTernAtive）」一詞。在新宿ALTA修建之前，這裡曾建有一家名為「二幸食品店」的商店。

## 外部連結
- 新宿アルタ （页面存档备份，存于）
- スタジオアルタ （页面存档备份，存于）
- KeyStudio （页面存档备份，存于）
- 物件情報 新宿ダイビル（新宿アルタ） （页面存档备份，存于） - ダイビル
- スタジオアルタ - 商業施設 - 実績紹介 （页面存档备份，存于） - 戸田建設